# Андижан
Андижан или Андижон (узб. Andijon, Андижон; ујг. ئەندىجان) град је у Узбекистану. Андижан је административно, економско и културно средиште региона. Налази се на југоисточном ободу долине Фергана, близу границе са Киргизстаном. 
Андижан је један од најстаријих градова у долини Фергана. У неким деловима града археолози су пронашли предмете из 7. и 8. века. Андижан је био важан град на путу свиле. И данас је важан индустријски град у земљи. Град производи хемикалије, кућне апарате, електронику, прехрамбене производе, намештај, плугове, пумпе, обућу, резервне делове за пољопривредне машине и разне инжењерске алате. 

## Име
Поријекло имена града није познато, мада уобичајено је мишљење које повезује име града са туркијским племеном Анди.

## Историја
Историјски гледано, Андижан је био важан град на путу свиле. Уништио га је Џингис Кан, а обновио га његов унук Каиду кан  крајем 13. века. Тако је град током наредна три века био средиште Ферганске долине. Град је можда најпознатији као родно место Бабур првог цара и  оснивача династије Могул која је владала у данашњој Индији, Пакистану и јужној Азији. За време владавине Тимурида, Андижан је био важно регионално средиште. Током овог периода, у граду су цветале уметност и култура. 
Град је био центар  устанка 1898. године када је при нападу на  руске касарне у граду, убијено 22 и рањено између 16 и 20 људи. Као одмазду, 18 учесника устанка је обешено и 360 прогнано.
Дана 12. децембра 1902. године, већи део града погодио је снажан земљотрес, у коме је погинуло 4.500 становника и уништено 30.000 домова у региону. За вријеме совјетског периода а током територијалног разграничења у централној Азији, Андижан је постао део Узбечке ССР-е.

## Исламистичка побуна 2005. године
2005. године дошло је до исламистичке побуне у Ферганској долини која је имала за циљ свргавање тадашњег председника Ислам Каримова и успостављање власти сличне талибанској у Авганистану. У оружаном окршају војске са муслиманским екстремистима у граду Андижану погинуло је више стотина (а по неким изворима и више хиљада) људи .